# Império Soviético

Os estados vermelhos representam os governos comunistas alinhados com a União Soviética. Os amarelos (Somália e Albânia) representam os estados com governos comunistas alinhados com a República Popular da China. Os estados em preto (Coreia do Norte e Iugoslávia) representam os governos comunistas, que não estavam alinhados com qualquer outra nação.

Mapa dos alinhamentos dos governos comunistas no Mundo Moderno (2008).

Durante a Guerra Fria, o termo informal "Império Soviético" se refere à influência da União Soviética ao longo de um número de nações menores.
Embora a União Soviética não fosse governada por um imperador e declarar-se anti-imperialista, os críticos argumentam que esta exibiu algumas tendências comuns aos impérios históricos. A maioria dos estudiosos afirmam que a União Soviética era uma entidade híbrida que continha elementos comuns a ambos os impérios multinacionais e modernos Estados-nação.  Também foi argumentado que a URSS praticava colonialismo como o fizeram outras potências imperiais. Enquanto isso, os defensores da União Soviética rejeitaram essas alegações, argumentando que a relação entre a União Soviética e os países no seu "império" era na verdade uma cooperação voluntária.

## Influência
O dito Império Soviético são os seguintes:

### Estados-Membros da União Soviética
Ao longo do tempo o número de repúblicas da União Soviética variaram. A antiga União Soviética incluía as seguintes 15 repúblicas.
- República Socialista Federativa Soviética da Rússia (que, por sua vez, incluiu diversas repúblicas autônomas)
- RSS da Ucrânia
- RSS da Bielorrússia
- RSS do Uzbequistão
- RSS Cazaque
- RSS da Geórgia
- RSS do Azerbaijão
- RSS da Lituânia
- RSS da Moldávia
- RSS da Letônia
- RSS Quirguiz
- RSS Tajique
- RSS da Arménia
- RSS Turcomena
- RSS da Estônia

### Membros do Comecon

Bloco Ocidental, paises da OTAN
Bloco do Leste, países do Pacto de Varsóvia
Países neutros
Movimento Não-Alinhado A Albânia acabou por romper com a URSS, para alinhar-se com a República Popular da China.

Esses países foram os mais próximos aliados da União Soviética. Eram membros do Comecon, uma comunidade econômica liderada pelos soviéticos e fundada em 1949. Além disso, os países localizados na Europa Oriental também eram membros do Pacto de Varsóvia. Foram chamados, às vezes, de Bloco do Leste e foram amplamente vistos como Estados satélites soviéticos.
- Bulgária
- Cuba
- Checoslováquia
- Alemanha Oriental
- Hungria
- Mongólia
- Polônia
- Romênia
- Vietnã do Norte e o Vietnã (após 1976)
- Albânia (terminou a participação no Comecon após 1961, devido a Ruptura Sino-Soviética)

A Coreia do Norte foi um aliado soviético, mas sempre seguiu uma política externa muito isolacionista e por isso não aderiu ao Comecon ou qualquer outra organização internacional de países comunistas.

### Envolvimento soviético em outros países
Um certo número de países tiveram governos pró-soviéticos, por curtos períodos durante a Guerra Fria. Na terminologia política da União Soviética, estes foram "os países que se deslocam ao longo da via socialista de desenvolvimento", em oposição a "países do socialismo desenvolvido", listados acima. A maioria recebeu algum auxílio, militar ou económico, da União Soviética, e foram influenciados por ela em diferentes graus. Seu apoio pela União Soviética foi de curta duração, por razões diversas, em alguns casos, o governo pró-soviético perdeu o poder, enquanto em outros casos, o mesmo governo permaneceu no poder, mas mudou as suas relações com a União Soviética.

Membros que tinham governos declaradamente comunistas em vermelho, e estados ditos que a URSS acreditava estar em um ponto "se deslocando em direção ao socialismo" em laranja. Nem todos os estados vermelho permaneceram como aliados dos soviéticos.

Alguns destes países não eram comunistas. Eles são marcados em itálico. 
- Egito (1954-1973)
- Síria (1955-1991)
- Iraque (1958-1963, 1968-1991)
- Guiné (1960-1978)
- Mali (1960-1968)
- República Democrática da Somália (1969-1977)
- Argélia (1962-1991)
- Gana (1964-1966)
- Peru (1968-1975)
- Sudão (1968-1972)
- Líbia (1969-1991)
- República Popular do Congo (1969-1991)
- Chile (1970-1973)
- Cabo Verde (1975-1991)
- Iémen do Sul (1967-1990)
- Uganda (1971-1979)
- Indonésia (1960-1965)
- Índia (1971-1989)
- Bangladesh (1971-1975)
- Madagascar (1972-1991)
- Derg (1974-1987)
- República Democrática Popular da Etiópia (1987-1991)
- República Democrática Popular do Laos (1975-1991)
- República Popular do Benim (1975-1990)
- República Popular de Moçambique (1975-1990)
- República Popular de Angola (1975-1991)
- Seicheles (1977-1991)
- República Democrática do Afeganistão (1978-1991)
- Governo Revolucionário Popular de Granada (1979-1983)
- Nicarágua (1979-1990)
- República Popular do Kampuchea (1979-1989)
- Burkina Faso (1983-1987)

## Estados Comunistas contra a União Soviética
Alguns estados comunistas eram abertamente contra a União Soviética em muitas das suas políticas. Apesar de suas formas de governo terem sido semelhantes, foram completamente soberanas da URSS e consideram apenas os laços formais. As relações foram muitas vezes tensas, às vezes até ao ponto de conflito armado. 
- Iugoslávia (Informbiro, 1948)
- Albânia (na sequência da ruptura sino-soviética)
- República Popular da China (na sequência da ruptura sino-soviética)
- Kampuchea Democrático (1975-1979, sob Pol Pot e o Khmer Vermelho)
- República Democrática Somali (1977-1991, devido à guerra de Ogaden)